# 越南共和國別動軍
越南共和國別動軍（越南语：／，VNRC）是越南战争期间，越南共和國軍隊的機動步兵單位，同時也是隸屬於總參謀部的精銳部隊。

## 名稱
在越南共和國的軍事術語概念中，別動軍相當於美國陸軍中的遊騎兵（Ranger）。

## 历史
1960年2月16日，总统吴廷琰命令抽调人员组建别动连。
1962年，组建了营级单位：驻岘港的第10营，驻波来古的第20营、驻西贡的第30营。
1966年7月，组建了任务特遣队，五个群指挥部。
1970年5月22日，平民遊擊防衛群（CIDG）整编为別動軍部队，负责边防。

## 组织建制
1975年：
- 別動軍作战群，下辖22个营
  - 別動軍第1联团 – 岘港（I Corps／CTZ）
  - 別動軍第2联团 – 波莱古（II Corps／CTZ）
  - 別動軍第3联团 – 边和（III Corps／CTZ）
  - 別動軍第4联团 – Chi Long（最初隶属于44战术区，后隶属于第4军）
  - 別動軍第5联团 – 边和（III Corps／CTZ）
  - 別動軍第6联团 – 边和（III Corps／CTZ）
  - 別動軍第7联团 – 西贡，隶属于空降师
  - 別動軍第8联团 –  1974–75年组建
  - 別動軍第9联团 – 1974–75年组建
  - 別動軍第81空降联团 – 边和[1]
- 平民遊擊防衛群（CIDG）整编而成的边防部队，下辖32个营
  - 別動軍第21联团
  - 別動軍第22联团
  - 別動軍第23联团
  - 別動軍第24联团
  - 別動軍第25联团
  - 別動軍第31联团
  - 別動軍第32联团
  - 別動軍第41联团
  - 別動軍第42联团